# Guichila
Guichila är en ort i Mexiko.   Den ligger i kommunen Villa Sola de Vega och delstaten Oaxaca, i den sydöstra delen av landet, 400 km sydost om huvudstaden Mexico City. Guichila ligger 1 500 meter över havet och antalet invånare är 106.
Terrängen runt Guichila är kuperad söderut, men norrut är den bergig. Runt Guichila är det ganska glesbefolkat, med 29 invånare per kvadratkilometer. Närmaste större samhälle är San Vicente Coatlán, 12,9 km sydost om Guichila. I omgivningarna runt Guichila växer huvudsakligen savannskog.